# Márévár
Márévár (Máré-vár, Máré vára) kicsiny erősség a Mecsek hegység északi, vadregényes rengetegében, 340 méter magas, meredek, erdős hegycsúcson. Magyaregregyi várnak is hívják, a közelében lévő községről. Látogatott kirándulóhely és kedvelt turistacélpont.
A járművel érkező látogatók a Pécs-Hird és Szászvár közti 6541-es úton tudják megközelíteni, az útról a Magyaregregy-Zobákpuszta közti szakaszon, Magyaregregy központjának legdélebbi házaitól mintegy 800 méterre, kelet felé letérve érhető el a vár,

## Története

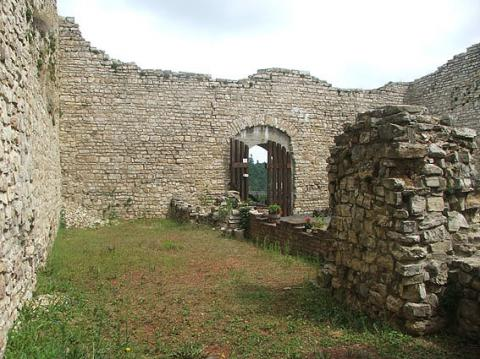
A vár belső udvara

A hely stratégiai jelentőségét már a dunántúli területeket Pannonia néven tartománnyá szervező rómaiak felismerték: ide építettek egy őrtornyot, mely később, a népvándorlás viharaiban elpusztult. A régészeti feltárások és az egykori oklevelek tanúsága szerint a tatárjárás utáni nagy várépítések idejére tehetjük Márévár erősségének keletkezését. Első írásos említése („Castrum Mare”) 1316-ból való, ekkor adományozta Károly Róbert Bogár Istvánnak. A magát „Máréi”-nak (Mareus → Máréi → Máriássy) nevező nemesi família utolsó tagjától örökösödési szerződéssel 1468-ban a Várday család kezére került („Marewara”), majd a Szapolyai János és Habsburg Ferdinánd hívei között kitört áldatlan belháborúban ez utóbbi pártján álló, szerb származású Bakith Pál szerezte meg, aki az 1530-as években reneszánsz ízlés szerint alakította át a kis lovagvár lakóépületeit.
Az új birtokosnak a tervbe vett teljes körű stratégiai korszerűsítésre már nem maradt pénze, így csak egy kisebb rondellával bővítette a vár védműveit, mely azonban elegendő volt arra, hogy a helyőrség az itt elhelyezett ágyúkkal pusztító tűz alá vehesse a meredek hegyoldalon rohamra induló ellenséget. Miután 1543-ban a közeli Pécset elfoglalta a török, Máré vára ellenállás nélkül megadta magát; ezt követően csökkentett létszámú (72 főnyi) katonaság állomásozott benne. Később a török még háromtornyos palánkvárral erődítette, de ahogy a hódoltság határa egyre északabbra tolódott, a kis sasfészek végül elvesztette hadászati jelentőségét.
A 17. század elején az ekkor már romos várat a pécsi püspök birtokolta. A 19. században Rómer Flóris és Haas Mihály ugyancsak romként említi.
1956-ban a szovjetek ostromolták, mivel a forradalmárok egy csoportja itt húzta meg magát. Emiatt az utolsó ostromlott várként tartjuk számon.
A várrom 1958-ban került műemléki lajstromba. A régészeti feltárást követő helyreállítás (1960–66) során konzerválták az omlásnak indult falakat és restaurálták a belső udvar épületét, melynek földszintjén vártörténeti kiállítást rendeztek be az itt talált leletekből.

## Képgaléria

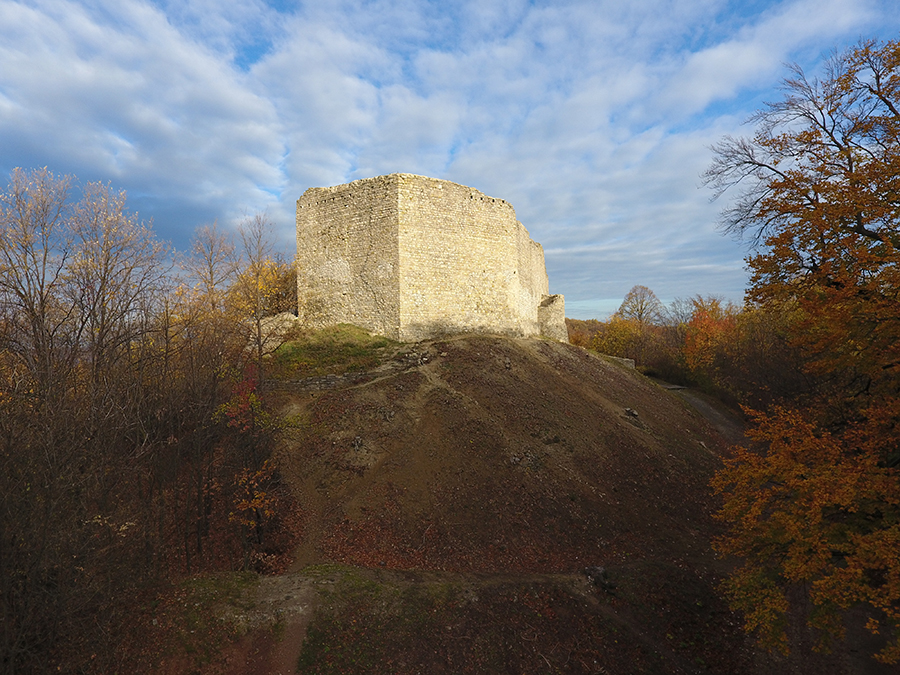
Magyaregregy, Márévár légi felvételen
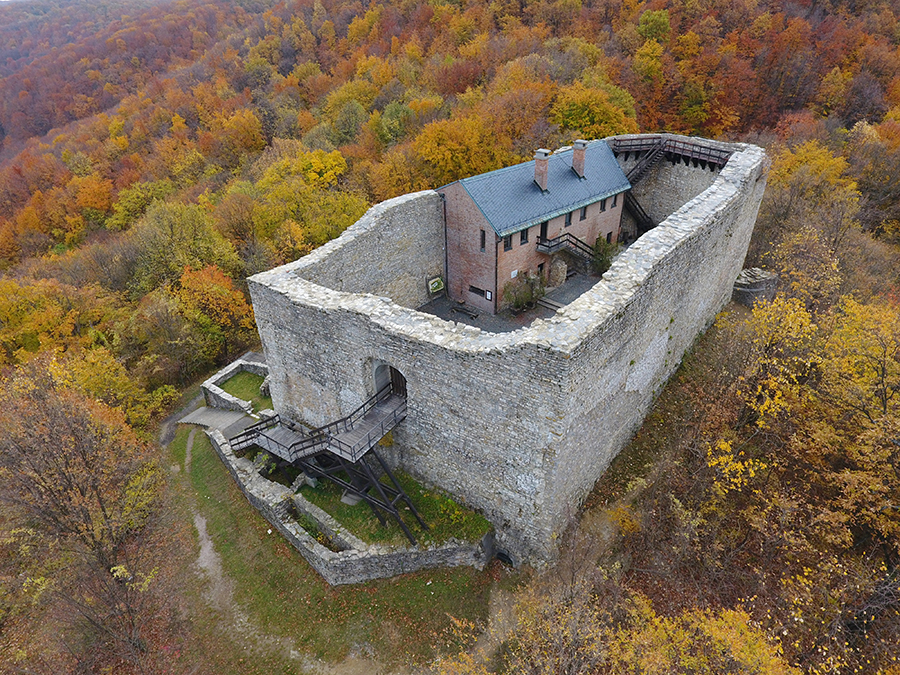
Magyaregregy, Márévár légi fotón
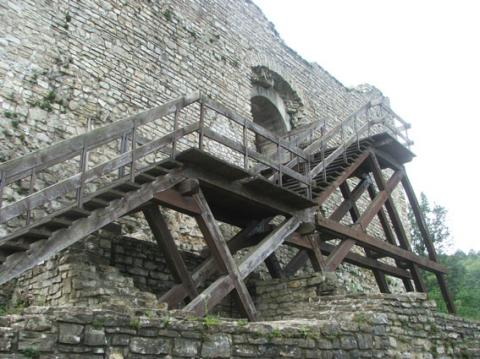
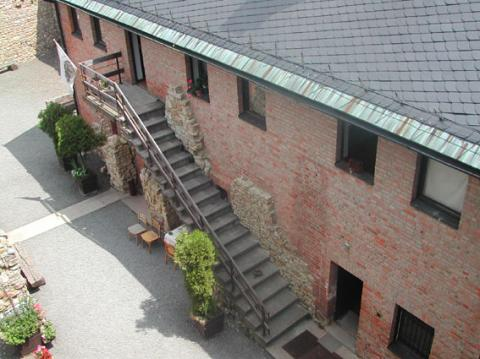
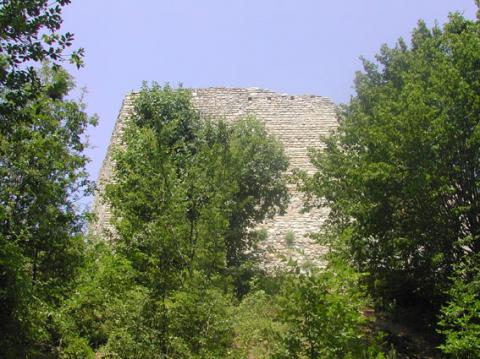
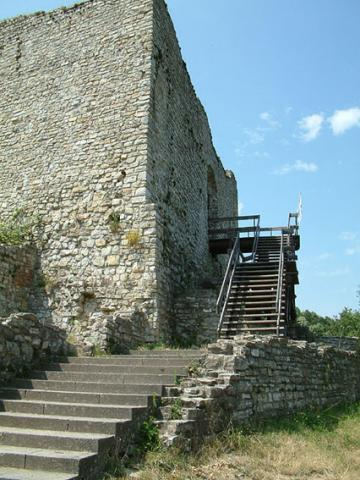
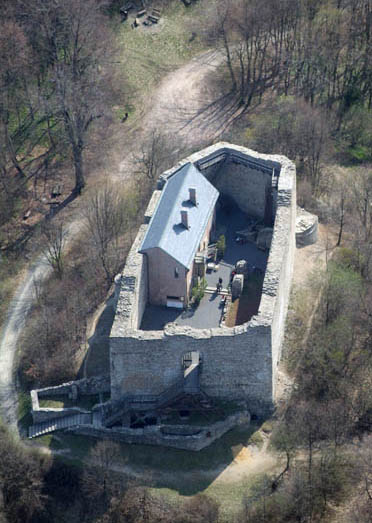